# 제우스 (기업)
제우스(ZEUS CO., LTD.)는 대한민국 로봇기업이다. 반도체, LCD 제조 장비 및 로봇 전문기업이다. 제우스는 반도체 장비 국산화를 이끌고 있으며, 신사업으로 다관절 로봇을 개발 생산하고 있다. 반도체 제조 업체의 설비 투자 및 중국 디스플레이 제조 업체의 OLED 전환에 따른 투자 증가 등으로 성장하고 있다.

## 같이 보기
- 로봇산업협회